# App Store (macOS)
 (16 novembre 2020).
Ne doit pas être confondu avec Apple Store ou App Store sur iOS.
L'App Store (aussi connu sous le nom Mac App Store) est un magasin d'applications pour les applications macOS, créé et maintenu par Apple. Suivant le succès de l'App Store sur iOS, la plateforme est annoncée le 20 octobre 2010 lors de l'événement « Back to the Mac »,,. Apple commence à accepter les demandes d'application de la part des développeurs dès le 3 novembre 2010 en vue du lancement de la plateforme.
Le Mac App Store a été lancé le 6 janvier 2011, sous la forme d'une mise à jour 10.6.6, gratuite pour tous les utilisateurs tournant sous OS X Snow Leopard,. 24 heures après sa sortie, Apple revendique que plus un million d'applications ont été téléchargées.
Le 4 juin 2018, Apple annonça qu'une nouvelle version de l'App Store serait incluse avec la mise à jour Mojave. Il n’a pas cessé d’être mis à jour avec les mise à jour du logiciel (macOS Monterey, MacOS Ventura)

## Utilisation par Apple
Depuis l'ouverture du Mac App Store, Apple l'utilise pour promouvoir ses propres logiciels. Cette philosophie a été amplifiée depuis qu'OS X Lion, version sortie en juillet 2011, demeure la première version exclusivement vendue de façon digitale,. C'est depuis la version Mountain Lion que les versions ultérieures sont uniquement téléchargeables sur le Mac App Store.

## Histoire
Lancé le 6 janvier 2011, le Mac App Store comprenait environ 1 000 applications, dont les applications d'Apple comme iLife, Aperture, la suite iWork mais aussi des applications de développeurs tiers à l'instar de Angry Birds, Flight Control, Things et Twitter pour Mac.
Le 17 décembre 2015, Phil Schiller, vice-président senior du marketing international d'Apple, a été désigné responsable de superviser le Mac App Store. Cette tâche était auparavant menée par Eddy Cue, vice-président senior des services et logiciels Internet.
Le 1er janvier 2018, Apple annonce que la société n'accepterait plus les applications 32 bits sur le Mac App Store, quant aux applications 32 bits déjà présentes, elles doivent être mises à jour pour s'adapter à l'architecture 64 bits avant le 1er juin 2018,.
L'App Store de MacOS connait un moindre succès que celui de iOS, qui lui a dépassé les 2 millions d'applications.